# Magyarsolymos

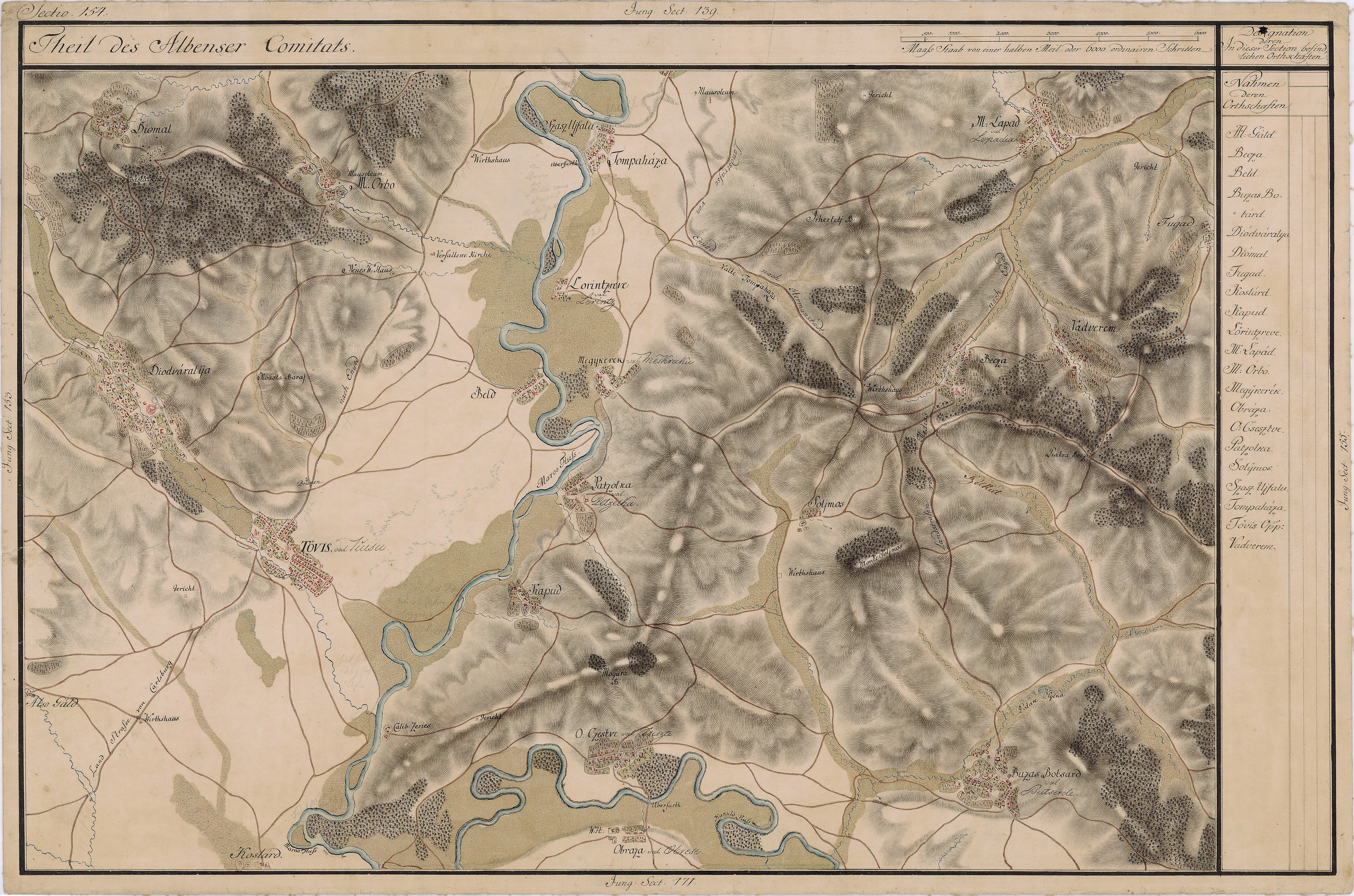
Magyarsolymos környéke 1770 körül

Magyarsolymos település Romániában, Fehér megyében.

## Fekvése
Nagyenyedtől délkeletre, a Maros bal partja közelében fekvő település.

## Története
Magyarsolymos nevét 1318-ban említette először oklevél Solumus néven.
1399-ben Solmus, 1808-ban Solymos (Kis), 1861-ben praedium, 1888-ban Kis-Solymos (Sujmus) 1913-tól Magyarsolymos néven írták. A 20. század elején Alsó-Fehér vármegye Nagyenyedi járásához tartozott. 1910-ben végzett összeíráskor 208 lakosa volt. Ebből 127 magyar, 76 román volt, melyből 77 görögkatolikus, 126 református, 4 görögkeleti ortodox volt.